# Tejshree Thapa
Pour les articles homonymes, voir Thapa (homonymie).
Tejshree Thapa, née le 10 novembre 1966 à Katmandou au Népal, morte le 26 mars 2019 à New York, est une avocate népalaise spécialiste des droits humains.
Elle est connue pour les enquêtes qu'elle mène et les rapports qu'elle établit sur les violations des droits de l'homme, y compris les violences sexuelles généralisées et d'autres crimes commis pendant les guerres yougoslaves, la guerre civile au Sri Lanka et la guerre civile au Népal.

## Jeunesse et formation
Tejshree Thapa est né en 1966 à Katmandou, au Népal. Son père, Bhekh Bahadur Thapa, a occupé plusieurs postes gouvernementaux, dont celui de ministre des Affaires étrangères du Népal ; sa mère, Rita (Basnet) Thapa, a travaillé comme spécialiste de la santé publique, se concentrant sur la santé maternelle et la planification familiale.
La famille de Tejshree Thapa émigre au Canada lorsqu'elle est jeune, pour une brève période de trois ans. Elle retourne ensuite au Népal, où son père occupe plusieurs postes gouvernementaux, dont le poste de ministre des Finances. Sa mère travaille pour l'OMS dans le domaine de la santé publique, avec un accent sur la mortalité maternelle et infantile. En 1979, sa famille déménage à Washington DC, lorsque son père est nommé ambassadeur du Népal aux États-Unis.
Tejshree Thapa fréquente alors la National Cathedral School. Elle obtient un baccalauréat ès arts en philosophie du Wellesley College, avant d'obtenir un diplôme en droit de la Cornell Law School en 1993.

## Carrière
Après ses études de droit, Tejshree Thapa travaille pour Radhika Coomaraswamy, la première rapporteure spéciale des Nations unies sur la violence à l'égard des femmes. Dans cette fonction, Tejshree Thapa interroge des survivants et des auteurs de violence sexiste, contribuant à un rapport pour la Commission des droits de l'homme des Nations unies,.
Tejshree Thapa travaille ensuite pour le Tribunal pénal international pour l'ex-Yougoslavie, basé à La Haye. Elle y dirige une équipe qui enquête et documente les abus survenus pendant les guerres yougoslaves,. Elle est reconnue pour avoir aidé à gagner les affaires Foca, qui impliquaient des crimes sexuels commis contre des femmes musulmanes dans la ville de Foca, en Bosnie, en 1992 et 1993. Son travail conduit à la condamnation de huit dirigeants paramilitaires serbes et de leurs partisans, c'est la première poursuite et condamnation portant exclusivement sur des crimes de violence sexuelle en vertu du droit pénal international.
Tejshree Thapa est également connue pour son rôle dans la constitution d'un dossier contre Slobdan Milosevic, l'ancien président de la Yougoslavie et de la Serbie, qui est jugé pour génocide et crimes contre l'humanité.
En 2004, Tejshree Thapa rejoint l'ONG Human Rights Watch, travaillant comme chercheuse (plus tard chercheuse principale) sur l'Asie du Sud,. Elle documente les violences sexuelles et autres violations des droits humains qui ont lieu pendant les guerres civiles au Sri Lanka et au Népal, ainsi qu'au Bangladesh.
Son travail contribue à faire admettre aux Nations unies leur échec dans la protection des civils pendant la guerre civile sri-lankaise, et incite l'ONU à créer Human Rights Up Front, une initiative visant à promouvoir l'importance d'une réponse rapide aux violations des droits humains. Son équipe documente largement le recrutement d'enfants soldats par les Tigres de libération de l'Eelam tamoul. En 2017, Tejshree Thapa documente le nettoyage ethnique par l'armée birmane des Rohingyas le long de la frontière entre le Bangladesh et le Myanmar, elle est l'un des premiers défenseurs des droits humains à le faire.

## Vie personnelle, décès
Tejsrhee Thapa se marie deux fois et a une fille, née en 2000, du deuxième mariage.
Elle meurt en mars 2019 à New York des suites d'une défaillance multiple d'organes, à la suite d'une maladie soudaine,,.